# Monument à Georges Mandel
Le monument à Georges Mandel est un mémorial du milieu du XXe siècle situé dans la forêt de Fontainebleau, en France. Il est dressé en hommage à Georges Mandel, ancien ministre et résistant français, assassiné à cet endroit en 1944.

## Situation et accès
Le monument est situé en bordure de la route départementale 607 dans le sens de Nemours, au sud de la commune de Fontainebleau et de la forêt, et plus largement au sud-ouest du département de Seine-et-Marne. Il est accessible par l'arrière depuis la route de l'Espérance.

## Historique

### Contexte
Georges Mandel est assassiné sur ce lieu le 7 juillet 1944 par le milicien Mansuy.
Localement, le journal L'Abeille de Fontainebleau ayant adopté une ligne éditoriale collaborationniste durant l'Occupation, ne fait aucune mention de cet assassinat dans son numéro du 14 juillet avant de finalement énoncer les faits dans son numéro du 21 juillet de la manière suivante :

« L'ancien ministre Georges Mandel avait été remis, par les autorités allemandes, aux services pénitentiaires français.
Au cours de son transfert dans un camp d'internement, la voiture qui le transportait a été attaquée sur la route et M. Mandel a été tué. »

— L'Abeille de Fontainebleau

### Édification
En septembre 1945, un comité pour l'érection d'une stèle commémorative à l'endroit de l'assassinat est fondé avec le maire de Fontainebleau, Hubert Pajot, en qualité de président,. Le monument est réalisé par l'architecte Charles Nicod et le sculpteur François Cogné.

### Inauguration
La cérémonie d'inauguration a lieu le 7 juillet 1946, à 16 h. Les amis de Georges Mandel se groupent autour de la stèle,. À gauche figurent sa famille et ses amis : Béatrice Bretty, sa compagne et exécutrice testamentaire ; Adrien et Robert Rotschild, ses frères ; Joseph Besselère, son avocat ; Philippe de Roques ; Joseph Paul-Boncour ; Geneviève Tabouis ; Mme Courteline ; Nicolas Pietri ; Robert Bollack. À droite figurent les officiels : le général Georges Catroux ; Randolph Churchill ; Alexandre Varenne, représentant le gouvernement ; Paul Reynaud ; Léon Blum ; Édouard Daladier ; Michel Clemenceau, président de la Société des Amis des Georges Mandel ; Moutet ; Letourneau ; Falaise, chef de cabinet de Georges Bidault ; Diethelm ; Langeron ; Luizet ; le général Georges Revers ; le général Raoul Castex ; René Mayer ; Raymond Hénac ; Bastid ; Dautry ; Ribet ; Pierre Cot ; Ambroise Croizat. Tous vont s'incliner auprès de Béatrice Bretty.
La stèle est alors dévoilée et la sonnerie aux morts retentit. Puis, Paul Reynaud prononce une allocution à la mémoire de Georges Mandel en retraçant son parcours, dont leur commune captivité et la façon dont Mandel a été choisi comme otage par Vichy. En regagnant son siège, Léon Blum le prend dans ses bras et l'embrasse sur les deux joues. Blum, dernier ami à qui Georges Mandel a parlé, prend à son tour la parole en évoquant le parcours de cet ami et ce qu'il a représenté pour lui avant de finir le discours en pleurant. Les invités sont tout autant émus par les discours : Randolph Churchill en a les larmes aux yeux. La cérémonie se termine à 17 h avec une interprétation de La Marseillaise,.

### Visite présidentielle de Charles de Gaulle
Charles de Gaulle, président de la République est en déplacement officiel en Seine-et-Marne le 17 juin 1965, deuxième jour de son 23e et dernier voyage en province — accompagné de Louis Joxe, ministre chargé de la Réforme administrative ; Roger Frey, ministre de l'Intérieur ; Marc Jacquet, ministre des Travaux publics et des Transports. À l'occasion de son passage par Fontainebleau, de Gaulle dépose une gerbe devant le monument dédié au compatriote qu'il a personnellement connu.

### Attentat de 1979
Le 26 avril 1979, la stèle est vandalisée et à moitié détruite. Deux jours après, dans la même semaine, deux cocktails Molotov sont lancés contre un foyer de retraite israélite à Paris et le lendemain sur les bureaux du journal Le Monde. Cette série d'attentats est revendiquée par la Ligue des combattants français contre l'occupation juive et s'inscrit dans une remontée de l'antisémitisme, probablement catalysé par la période de crise,.

### Commémorations et présence de Nicolas Sarkozy
Chaque 7 juillet, le Souvenir français de Fontainebleau-Avon organise des commémorations derrière le monument. En 1994, l'association reçoit Nicolas Sarkozy, alors ministre du Budget et de la Communication et porte-parole du gouvernement ayant, en tant qu'admirateur du personnage, publié Georges Mandel : le moine de la politique en février de la même année.

## Structure
Le monument est de forme plate, surmonté d'un médaillon. Plusieurs inscriptions figurent sur la face avant.